# نهائي الدرع الخيرية 1976
نهائي الدرع الخيرية 1976 وكان مباراة كرة قدم لعبت بطولة درع الاتحاد الإنجليزي لكرة القدم بين نادي ليفربول بطل دوري الدرجة الأولى وبطل أبطال أوروبا في موسم 1975-1976، وبين ساوثهامبتون الفائز بكأس الاتحاد الإنجليزي في عام 1976، أقيمت المباراة على ملعب ويمبلي في لندن يوم السبت 14 أغسطس 1976، أمام حشد من 76,500 متفرج، وقد فاز في المباراة نادي ليفربول بنتيجة (1-0) بفضل هدف سجله جون توشاك في الدقيقة 50.

## التفاصيل
| نادي ليفربول  | 1–0 | ساوثهامبتون |
| ------------- | --- | ----------- |
| جون توشاك 50' |     |             |